# Токійська єпархія
Токійська єпархія (яп. 東京大主教教区) — канонічний, структурний і територіально-адміністративний підрозділ Японської православної церкви. Управляє єпархією предстоятель церкви — митрополит Даниїл (Нусіро)
Кафедральне місто — Токіо. Кафедральний храм — Воскресенський кафедральний собор.
Токійська єпархія включає в себе територію Токійської столичної області та префектури Тотіґі, Ібаракі, Тіба, Ґумма, Сайтама, Канаґава, Наґано, Яманасі і Сідзуока.

## Єпископи
Російська духовна місія в Японії
- Миколай (Касаткін) (30 березня 1880 — 3 лютого 1912)
- Сергій (Тихомиров) (19 травня 1912 — 4 вересня 1940)

В юрисдикції Російської Православної Закордонної Церкви (1941—1946)
- Миколай (Оно) (6 квітня 1941 — 6 квітня 1946)

В юрисдикції Московського патріархату (1947—1970)
- Миколай (Оно) (1947 — 24 квітня 1954)
- Миколай (Саяма) (10 грудня 1967 — 10 квітня 1970)

В юрисдикції «Американської митрополії» (1947—1970)
- Веніамін (Басалига) (1947—1953)
- Іриней (Бекіш) (7 червня 1953—1960, 9 жовтня 1962—1964)
- Никон (де Грева) (1960 — 1 липня 1962)
- Володимир (Нагоський) (11 квітня 1964 — 10 квітня 1970)

Токійська єпархія Японської Автономної Православної Церкві МП
- Володимир (Нагоський) (10 квітня 1970 — березень 1972)
- Феодосій (Нагасіма) (22 березня 1972 — 7 травня 1999)
- Петро (Аріхара) (9 жовтня 1999 — 24 квітня 2000) в.о, єп. Іокогамський
- Даниїл (Нусіро) (з 6 травня 2000)

## Монастирі
- Токійська єпархія // Енциклопедія Древо